# Adidas Jabulani
Jabulani — офіційний м'яч Чемпіонату Світу 2010 у Південній Африці. Цей м'яч розроблений компанією Adidas спеціально для Чемпіонату світу з футболу 2010. Презентація м'яча пройшла в Кейптауні 4 грудня 2009.

## Назва
Назва Jabulani походить з корінної зулуської мови, однієї з одинадцяти офіційних мов Південно-Африканської Республіки, якою розмовляють майже 25% населення. У буквальному перекладі з мови зулу jabulani означає «святкувати». Назва нового м'яча покликана віддати належне пристрасті і радості футбольних фанів, які будуть вболівати за свої збірні у Південній Африці влітку 2010.

## Технічні характеристики

Структура Jabulani

Сфера з восьми термосклеєних рельєфних панелей. Панелі з етиленвінілацетату та термополіуретану відливаються об'ємними. Поверхня м'яча вкрита канавками за технологією Adidas «Grip 'n' Groove», що покликана забезпечити його кращі аеродинамічні властивості.
|                    | Вимоги FIFA           | Характеристики Jabulani |
| ------------------ | --------------------- | ----------------------- |
| Довжина окружності | 68.5–69.5 см          | 69.0 ± 0.2 см           |
| Діаметр            | ≤ 1.5% різниці        | ≤ 1.0% різниці          |
| Водопоглинання     | ≤ 10% збільшення ваги | ~ 0% збільшення ваги    |
| Вага               | 420—445 г             | 440 ± 0.2 г             |
| Відскок            | ≤ 10 см               | ≤ 6 см                  |
| Втрата тиску       | ≤ 20%                 | ≤ 10%                   |

## Дизайн
Одинадцять різних кольорів, які використовуються в Jabulani, символізують одинадцятий Чемпіонат світу з футболу, що грають м'ячами компанії Adidas. Ці 11 кольорів представляють 11 гравців у кожній команді, 11 офіційних мов в Південній Африці і 11 південноафриканських громад, які роблять цю країну однією з найбільш етнічно різноманітних країн на африканському континенті. Барвистий дизайн об'єднує величезне розмаїття країни у гармонійну єдність. Чотири трикутних елементи дизайну на білому тлі додають м'ячу свій неповторний вигляд у африканському стилі. І, як фасад Йоханнесбургского футбольного стадіону, окремі елементи дизайну також охоплюють барвистість Південної Африки.